# Vladimir Khotinenko
Vladimir Khotinenko (russisk: Влади́мир Ива́нович Хотине́нко) (født 20. januar 1952 i Slavgorod i Sovjetunionen) er en sovjetisk filminstruktør, manuskriptforfatter og skuespiller.

## Filmografi
- Odin i bez oruzjija (Один и без оружия, 1984)[2][3]
- Zerkalo dlja geroja (Зеркало для героя, 1987)
- Roj (Рой, 1990)
- Makarov (Макаров, 1993)
- Musulmanin (Мусульманин, 1995)
- Strastnoj bulvar (Страстной бульвар, 1999)
- 72 metra (72 метра, 2004)
- 1612 (1612, 2007)
- Pop (Поп, 2009)